# Provincia de El Bayadh
El Bayadh (en árabe: ولاية البيض ) es un vilayato de Argelia. La capital es El Bayadh. Otras de sus localidades son: Boussemghoun y Rogassa.

## Municipios con población de abril de 2008
- Aïn El Orak 1,424
- Arbaouat 4,321
- Boualem 7,578
- Bougtoub 18,568
- Boussemghoun 3,795
- Brezina 12,468
- Cheguig 3,282
- Chellala 3,929
- El Abiodh Sidi Cheikh 24,949
- El Bayadh 91,632
- El Bnoud 1,607
- El Kheiter 6,949
- El Mehara 3,252
- Ghassoul 7,880
- Kef El Ahmar 7,566
- Kraakda 1,750
- Rogassa 7,492
- Sidi Ameur 3,634
- Sidi Slimane 1,806
- Sidi Tifour 5,565
- Stitten 6,022
- Tousmouline 3,155

## Territorio y población
Posee una extensión de territorio que ocupa una superficie de 78.870 km². La población de esta provincia es de 262.187 personas (cifras del censo del año 2008). La densidad poblacional es de 3,3 habitantes por cada kilómetro cuadrado de esta provincia.